# Figaro (Disney)
Pour les articles homonymes, voir Figaro (homonymie).
Figaro est un personnage de fiction apparu dans Pinocchio puis qui a ensuite fait partie de l'univers de Mickey Mouse. Figaro a été également le héros d'une série propre mais comprenant seulement trois courts métrages.

## Origine
Ce petit chat noir et blanc turbulent fait sa première apparition dans Pinocchio en 1940. Il deviendra par la suite le chat de Minnie Mouse dans plusieurs dessins animés des années 1940, dont il sera la vedette face à Pluto,.
Le chaton Dinah dans Alice au pays des merveilles (1951) est basé malgré sa robe brune-rousse sur les traits de Figaro et n'a pas ses oreilles touffues.

## Filmographie

### Courts métrages
- 1942 : All Together. Court-métrage destiné au public canadien. Avec Mickey Mouse, Dingo, Donald Duck, Riri, Fifi et Loulou, Clarabelle Cow, Horace Horsecollar, les Trois Petits Cochons, Pinocchio, Geppetto et les Sept Nains.
- 1944 : Premiers Secours (First Aiders). Dans la série Pluto. Avec Minnie et Pluto
- 1948 : Pluto et Figaro (Cat Nap Pluto). Dans la série Pluto.
- 1949 : Le Pull-over de Pluto (Pluto's Sweater). Dans la série Pluto. Avec Minnie, Figaro et Butch le bouledogue.
- 1999 : Daisy Visits Minnie. Dans la série télévisée Mickey Mania.
- 2000 : Donald's Halloween Scare.  Dans la série Mickey Mania.

Série Figaro
- 1943 : Figaro et Cléo (Figaro and Cleo)
- 1946 : Gai, gai, baignons-nous (Bath Day)
- 1947 : Figaro et Frankie (Figaro and Frankie)

### Longs métrages
- 1940 : Pinocchio
- 2022 : Pinocchio

### Séries télévisées
- 2006 : La Maison de Mickey
- 2017 : Mickey et ses amis : Top Départ !